# Alou Diarra
Alou Diarra (Villepinte, Isla de Francia, 15 de julio de 1981) es un exfutbolista francés. Se desempeñaba como Centrocampista y su último club fue el A. S. Nancy de Francia.

## Selección nacional
Ha sido internacional con la selección de fútbol de Francia, ha jugado 44 partidos internacionales.

### Participaciones en Copas del Mundo
| Mundial                        | Sede      | Resultado    |
| ------------------------------ | --------- | ------------ |
| Copa Mundial de Fútbol de 2006 | Alemania  | Subcampeón   |
| Copa Mundial de Fútbol de 2010 | Sudáfrica | Primera fase |

## Clubes
Actualizado el 13 de agosto de 2010
| Club                  | País       | Año         | Partidos | Goles |
| --------------------- | ---------- | ----------- | -------- | ----- |
| Bayern de Múnich      | Alemania   | 2000 - 2002 | 0        | 0     |
| Le Havre              | Francia    | 2002 - 2003 | 28       | 1     |
| Bastia                | Francia    | 2003 - 2004 | 38       | 4     |
| Racing Club de Lens   | Francia    | 2004 - 2006 | 81       | 4     |
| Olympique de Lyon     | Francia    | 2006 - 2007 | 24       | 3     |
| Girondins de Burdeos  | Francia    | 2007 - 2011 | 152      | 12    |
| Olympique de Marsella | Francia    | 2011 - 2012 | 26       | 1     |
| West Ham United       | Inglaterra | 2012 - 2014 | 24       | 3     |
| Charlton Athletic FC  | Inglaterra | 2015-2016   | 45       | 1     |
| A. S. Nancy           | Francia    | 2016-2017   | 23       | 2     |

- Datos: Q1926
- Multimedia: Alou Diarra / Q1926